# Nicole Ramalalanirina
Nicole Ramalalanirina (Antananarivo, 5 marzo 1972) è un'ostacolista malgascia naturalizzata francese.

## Biografia
Da ragazzina giocava a pallacanestro, iniziò a praticare atletica leggera su indicazione della sua professoressa di educazione fisica. All'inizio degli anni novanta lasciò il Madagascar e si stabilì in Francia, a Poitiers, per allenarsi con Gérard Lacroix. A livello internazionale continuò a gareggiare per il suo paese natale fino al 1998, quando ottenne la cittadinanza francese.
Le sue principali vittorie con la maglia della nazionale malgascia furono il titolo africano dei 100 m ostacoli nei Campionati africani di atletica leggera del 1993 e la vittoria alle Universiadi sulla stessa distanza nel 1995, oltre a due medaglie di bronzo, rispettivamente ai Giochi panafricani del 1991 e alle Universiadi del 1993. Partecipò inoltre a due edizioni dei Giochi olimpici (Barcellona 1992 e Atlanta 1996), a tre campionati del mondo di atletica leggera e due mondiali indoor, senza risultati di rilievo.
Nel febbraio 1998 ricevette la cittadinanza francese. Nelle stagioni successive mise in bacheca una medaglia di bronzo individuale sui 60 m ostacoli ai mondiali al coperto di Lisbona nel 2001.

## Palmarès

### Competizioni all'aperto
- Campionati africani di atletica leggera: 2 medaglie
  - 1 oro (100 m ostacoli 1993)
- Giochi panafricani
  - 1 bronzo (100 m ostacoli 1991)

### Competizioni al coperto
- Campionati del mondo di atletica leggera: 1 medaglia
  - 1 bronzo (60 m ostacoli 2001)